# Забіне Гес
Забіне Гес (нім. Sabine Heß, 1 жовтня 1958) — німецька академічна веслувальниця.
Олімпійська чемпіонка 1976 року в складі розпашної четвірки зі стерновою.
Чемпіонка світу 1977 року в складі вісімки.